# Hydrichthella
Hydrichthella is een geslacht van neteldieren uit de familie van de Ptilocodiidae.

## Soorten
- Hydrichthella epigorgia Stechow, 1909
- Hydrichthella reticulata (Bouillon, 1978)